# ایلتر تاشکین
ایلتر تاشکین (انگلیسی: Ilter Tashkin؛ زادهٔ ۵ ژوئیهٔ ۱۹۹۴) بازیکن فوتبال اهل آلمان است.
از باشگاه‌هایی که در آن بازی کرده‌است می‌توان به اشاره کرد.
وی همچنین در تیم‌های ملی فوتبال زیر ۲۱ سال جمهوری آذربایجان و جمهوری آذربایجان بازی کرده‌است.